# Pierre Moussa

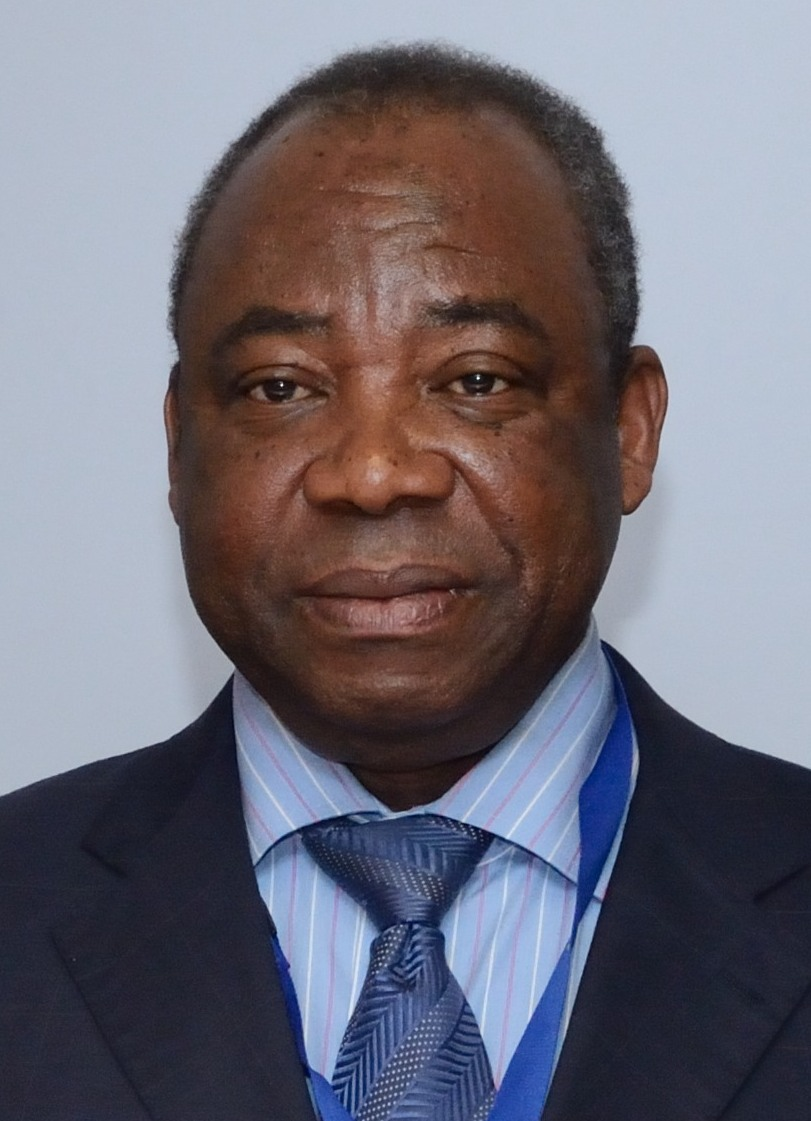
Pierre Moussa, 2014

Pierre Moussa (* 24. Juli 1941 in Brazzaville, Französisch-Äquatorialafrika, heute: Republik Kongo) ist ein kongolesischer Politiker der Parti Congolais du Travail (PCT), der unter anderem zwischen 1990 und 1991 kommissarischer Premierminister der Republik Kongo war.

## Leben
Moussa war Mitglied der 1969 gegründeten Parti Congolais du Travail (PCT) und fungierte zwischen 1979 und 1991 in mehreren Regierungen als Planungsminister. Zugleich bekleidete er von 1987 bis 1989 in der Regierung von Premierminister Ange Édouard Poungui als Finanzminister.
Am 3. Dezember 1990 übernahm er von Alphonse Poaty-Souchlaty kommissarisch das Amt als Premierminister der Republik Kongo, das er bis zu seiner Ablösung durch Louis Sylvain Goma am 8. Januar 1991 innehatte. Zuletzt war er zwischen 1997 und 2012 in den Präsidialregierungen von Staatspräsident Denis Sassou-Nguesso beziehungsweise während der zwischenzeitlichen Amtszeit von Premierminister Isidore Mvouba (2005 bis 2009) abermals Planungsminister.